# Радянський атомний проєкт
Радянський атомний проєкт — надсекретна програма досліджень і розробок, проведених в СРСР в 1940-х і початку 1950-х р.р. з розробки власної ядерної зброї, що завершилися створенням і випробуванням в 1949 році першої радянської (плутонієвої) атомної бомби, в 1951 році — уранової атомної бомби, а в 1953 році — водневої бомби. Загальне керівництво проєктом здійснював радянський партійний і державний діяч Л. П. Берія, наукове керівництво — радянський фізик І. В. Курчатов.

## Історія
У СРСР проблемою здійсненності ланцюгової реакції поділу ядра урану займалися Зельдович і Харитон.
У 1939–1941 вони розглянули проблему вибору сповільнювача нейтронів, проблему поділу ізотопів і проблему стійкості ядерного реактора.
На початку 1942 кілька листів Сталіну про те, що атомна бомба можлива, написав Г. М. Фльоров, який звернув, зокрема, увагу на те, що роботи з атомної фізики перестали публікуватися у закордонних журналах. Протягом 1942 багато розвідувальної інформації про роботу зі створення атомної бомби надійшло з Англії від Клауса Фукса, а зі США від Бруно Понтекорво.
У травні-червні 1942 Берія представив доповідь Сталіну про дані розвідки з атомної бомби, а науковий консультант ГКО Сергій Кафтанов доповів про лист Фльорова.
У лютому 1943, коли британські спецслужби провели диверсійну операцію в Норвегії, де був завод важкої води, необхідної для атомного реактора, Сталін повірив, що атомний проєкт набуває реального змісту.
За спогадами П.Судоплатова вже через 12 днів після закінчення складання першої атомної бомби в США, опис її складу вже було отримано в Москві.
У 1945 отримані найдокладніші документи про характеристики випробувального вибуху на горі Аламогордо, про методи активації атомної бомби, а також доповідь про електромагнітний метод поділу ізотопів урану.
20 серпня 1945 Сталін підписав Постанову Державного Комітету Оборони № 9887 "Про Спеціальний Комітет при ГОКО", який складався з ключових фігур партійного і державного апарату.
На Спеціальний Комітет, крім ключового завдання організації розробки та виробництва атомних бомб, була покладена організація всієї діяльності з використання атомної енергії в СРСР: науково-дослідні роботи, розвідка родовищ видобутку урану, створення атомної промисловості, атомних енергетичних установок і атомного приладобудування.
9 квітня 1946 Рада Міністрів СРСР прийняла ухвалу про створення КБ-11 при Лабораторії № 2 АН СРСР. Начальником КБ-11 був призначений Павло Михайлович Зернов, а головним конструктором — Юлій Борисович Харитон.
Будівництво КБ-11 на базі заводу № 550 в селищі Сарова покладалося на Народний комісаріат внутрішніх справ. Для проведення всіх будівельних робіт була створена спеціальна будівельна організація — Будуправління № 880 НКВД СРСР.

### Участь німецьких науковців у створенні атомної бомби
У жовтні 2019 на порталі «Історія Росатома» опубліковані документи, де названі імена німецьких науковців із «трофейної атомної команди», які розробляли зброю для гітлерівської Німеччини, а потім брали участь у створені першої радянської атомної бомби. Відповідно до оприлюднених «анкет спеціального призначення», лауреат Нобелівської премії з фізики Густав Герц розробив метод поділу ізотопів за допомогою дифузії, що послужив основою технології газодифузійного збагачення урану; Ніколаус Риль працював над отриманням надчистого металевого урану, а згодом — досліджував дії радіації на живі організми; Манфред фон Арденне брав участь у розробці методів збагачення урану за допомогою газових центрифуг, а також створення потужного джерела іонів для мас-спектрометра; Петер Тіссен займався методами виготовлення трубчастих фільтрів для газодифузійного збагачення урану; Хайнц Позе досліджував ядерні процеси в реакторах; Роберт Депель організував виробництво важкої води. Зазначається, що вказані науковці згодом виїхали до НДР.

### Участь українських науковців у створенні атомної бомби
Участь українських науковців у створенні атомної бомби мало висвітлена у літературі. Разом з тим, у проєкті брали участь багато відомих вчених українського походження, які часто і сформувалися як науковці на теренах України. Зокрема: Мостовий Володимир Йосипович, Похил Павло Федорович, Дубовський Борис Григорович та ін.
У 1940 році співробітники УФТІ Фрідріх Ланге, Володимир Шпінель і Віктор Маслов подали заявки на винахід ядерної бомби, а також методів напрацювання урану-235: «Про використання урану як вибухової та отруйної речовини», «Спосіб приготування уранової суміші, збагаченої ураном з масовим 235. Багатомірна центрифуга» та «Термоциркуляційна центрифуга». Вперше було запропоновано схему вибуху, що згодом стала прийнятою, з використанням звичайної вибухівки для створення критичної маси з подальшим ініціюванням ланцюгової реакції. Також у промисловості почав застосовуватися відцентровий спосіб поділу ізотопів урану.
Відразу після Другої світової війни у рамках інституту було організовано лабораторію № 1 АН СРСР.

## Науково-технічні проблеми
Науково-технічні проблеми були розподілені наступним чином:
- Курчатов очолював роботи по створенню уран-графітового реактора і одержання плутонію
- Аліханов працював над створенням реактора на важкій воді
- Кикоїн займався проблемою розділення ізотопів урану методом газодифузії
- Арцимович досліджував можливість використання електромагнітного поля для розділення ізотопів урану
- Харитон і Щолкін розробляли конструкцію уранової та плутонієвої бомби.

Всього з 1941 по 1945 роки розвідка СРСР отримала близько 10 тисяч листів секретної документації, пов'язаної з роботами над атомною бомбою в США і Великій Британії, саме розвідка поінформувала про отримання нового елемента плутонію в атомному реакторі, розвідка добула вирішення безлічі технічних проблем.
Після війни в СРСР було переправлено 100 тонн оксиду урану, 12 тонн урану. Для запуску реактора був потрібний уран у кількості десятків тонн, а в розпорядженні Курчатовської лабораторії № 2 в той час було лише кілька кілограмів урану.

До того ж в СРСР приїхало працювати над атомною бомбою 300 німецьких вчених та інженерів.

## Основні об'єкти
Основні об'єкти («будівництва»), задіяні в радянському атомному проєкті:
- Завод «Електросталь» у м.Ногінську Московської області («Будівництво № 713») — виробництво урану;
- Ленінабадський гірничо-хімічний комбінат в Таджицькій РСР («Будівництво № 665»);
- Атомний центр Челябінськ-40 («Будівництво № 859»), що включав перший промисловий реактор і радіохімічний завод «Маяк» біля міста Киштим;
- Атомгради Свердловськ-44 та Свердловськ-45, в яких проводився промисловий поділ ізотопів урану;
- Арзамас-16 (Горьковська область, Саров) — виготовлення плутонієвих і уранових бомб.

У грудні 1946 року був запущений перший (експериментальний) атомний реактор, який потребував 45 тонн урану. Для запуску промислового реактора для отримання плутонію було потрібно ще 150 тонн урану, які були накопичені тільки до початку 1948 року. Через непридатність системи завантаження випробувальні пуски реактора почалися лише 8 червня 1948 (над рік пізніше наміченого), але наприкінці 1948 року відбулася серйозна аварія, через яку реактор був зупинений на 2 місяці, при цьому було проведене ручне розбирання та збирання реактора, в процесі якої переопромінилися тисячі осіб, включаючи І. В. Курчатова (його втручання було необхідно, так як тільки він в той момент знав як відрізнити дефектні блоки). Опромінився і один з керівників атомного проєкту А. П. Завенягін. У розбиранні реактора брали участь також ув'язнені, участь яких у радянському атомному проєкті була значною, їхня праця використовувалася при будівництві всіх основних атомних об'єктів.

## Випробування
Успішне випробування першої радянської атомної бомби було проведено 29 серпня 1949 на побудованому полігоні в Семипалатинській області Казахстану. Воно трималося в таємниці.
3 вересня 1949 літак спеціальної метеорологічної розвідувальної служби США взяв проби повітря в районі Камчатки, і потім американські фахівці виявили в них ізотопи, які вказували на те, що в СРСР був проведений ядерний вибух. Президент США Г. Трумен публічно заявив про це 23 вересня.
14 вересня 1954 року на Тоцькому полігоні в Оренбурзькій області відбулись тоцькі військові навчання із застосуванням ядерної зброї.

## Інтернет-ресурси
- Collection of Archival Documents on the Soviet Nuclear Program, Wilson Center Digital Archive
- Ilkaev, RI (2013), Major stages of the Atomic Project, Phys. Usp., 56 (5): 502—509, Bibcode:2013PhyU...56..502I, doi:10.3367/UFNe.0183.201305h.0528,
- Video archive of Soviet Nuclear Testing at sonicbomb.com
- Kurchatov institute (official website)
- Citizen Kurchatov, PBS.
- Soviet and Nuclear Weapons History
- German Scientists in the Soviet Atomic Project
- Russian Nuclear Weapons Museum (in English)
- Images of Soviet bombs (in Russian) — RDS-1, RDS-6, Tsar Bomba, and an ICBM warhead
- Cold War: A Brief History
- Annotated bibliography on the Russian nuclear weapons program from the Alsos Digital Library
- On the Soviet Nuclear Scent- CIA Library